# Samipeni Finau
Pas d'image ? Cliquez ici

a Compétitions nationales et continentales officielles uniquement.

b Matchs officiels uniquement.
Dernière mise à jour le 18 novembre 2024.
Samipeni Finau, né le 10 mai 1999 à Nuku'alofa (Tonga), est un joueur international néo-zélandais de rugby à XV. Il joue aux postes de troisième ligne ou de deuxième ligne. Il représente les Chiefs en Super Rugby depuis 2021, et la province de Waikato en NPC depuis 2019.

## Biographie

### Jeunesse et formation (jusqu'en 2019)
Samipeni Finau naît aux à Nuku'alofa aux Tonga. Il est le neveu de trois internationaux tongiens de rugby à XV, dont le plus connu est Sinali Latu, qui a également représenté le Japon. Il vit aux Tonga jusqu'à ce que sa famille émigre en Nouvelle-Zélande en 2009, et il habite dans un premier temps à Katikati, avant de déménager à Auckland.
Il est éduqué dans un premier temps à la James Cook High School (en) de Manurewa. Jouant au rugby avec l'équipe de l'établissement, il évolue alors au poste d'arrière. À la même période, il joue également avec l'équipe des moins de 16 ans de la province des Counties Manukau.
En 2015, il change de lycée, et rejoint la Manurewa High School (en), où il est repositionné au poste de deuxième ligne à cause de son gabarit imposant. La même année, il représente l'équipe des moins de 18 ans des Chiefs. Il ne reste qu'une année à la Manurewa HS, avant de rejoindre en internat la St Peter's School (en) de Cambridge dans la région de Waikato, où il termine sa scolarité. Avec l'équipe de son lycée, il remporte le championnat national des lycées mixtes en 2017.
Samipeni Finau représente en 2017 les Barbarians scolaires, qui sont l'équipe réserve de la sélection scolaire néo-zélandaise (en), à l'occasion d'un match contre une sélection tongienne,.
Après avoir terminé le lycée, il rejoint l'Academy (centre de formation) de la province de Waikato, et joue avec l'équipe des moins de 19 ans en 2018.
En avril 2019, il est sélectionné avec l'équipe de Nouvelle-Zélande des moins de 20 ans afin de disputer le championnat junior d'Océanie. Deux mois plus tard, il dispute avec les Baby Blacks le Chamlpionnat du monde junior en Argentine. Les jeunes néo-zélandais terminent à une décevante septième place, tandis que Finau dispute trois rencontres lors du tournoi,.

### Début de carrière professionnelle (2019-2022)
Samipeni Finau commence sa carrière professionnelle en 2019, lorsqu'il est nommé dans l'effectif senior de la province de Waikato pour disputer la saison de National Provincial Championship (NPC). Il joue son premier match le 31 août 2019 face à Auckland. Il joue un total de cinq rencontres lors de sa première saison, dont quatre titularisations au poste de troisième ligne aile.
Au début de l'année 2020, il a l'occasion de s'entraîner avec la franchise des Crusaders lors de leur présaison, et dispute également un match amical de préparation,. Son expérience tourne cependant court à la suite d'une blessure. Plus tard en 2020, il joue également avec l'équipe A (réserve) de la franchise des Blues,.
En novembre 2020, il est retenu avec les Moana Pasifika, qui sont alors une sélection représentant les îles du Pacifique, pour affronter les Māori All Blacks le 5 décembre 2020. Il est remplaçant lors de la rencontre, qui est perdue par son équipe sur le score de 28 à 21.
Toujours en 2020, il dispute sa deuxième saison du championnat provincial avec Waikato. Il réalise alors une saison pleine, et débute les onze matchs de son équipe au poste de deuxième ligne.
Dans la foulée de cette saison réussie au niveau provincial, il est recruté par la franchise des Chiefs pour disputer la saison 2020 de Super Rugby. Il rejoint cette équipe sur la base d'un contrat court, faisant suite aux blessures des troisième ligne Pita Gus Sowakula et Lachlan Boshier. Ayant impressionné ses entraîneurs et coéquipiers lors de la présaison, il est titularisé dès le premier match de la saison le 5 mars 2021 contre les Highlanders,. Il joue finalement six matchs lors du Super Rugby Aotearoa, dont trois comme titulaire. Il manque toutefois l'intégralité du Super Rugby Trans-Tasman qui suit à cause d'une blessure à l'épaule. Convaincant lors de ses apparitions, il prolonge son contrat avec les Chiefs jusqu'en 2024.
Lors de la saison 2021 de NPC, il participe à l'excellent parcours de Waikato qui remporte le championnat à la surprise générale.
Lors de la saison 2022 de Super Rugby, il parvient malgré une concurrence importante chez les Chiefs à jouer onze rencontres, en bénéficiant notamment de sa grande polyvalence entre les postes de la deuxième et troisième ligne,. 

### Révélation au plus haut niveau (depuis 2023)
Samipeni Finau s'impose réellement avec les Chiefs lors de la saison 2023 de Super Rugby, et se fixe au poste de numéro 6. Il se fait remarquer par la qualité de ses performances, au point d'être considéré comme l'un des meilleurs joueurs du championnat à son poste,. Il inscrit quatre essais en quatorze matchs disputés cette saison. Titulaire lors du quart, puis de la demi-finale, il est ensuite remplaçant pour la finale, après que Pita Gus Sowakula lui ai été préféré. Son équipe s'incline finalement lors de cette finale face aux Crusaders, sur le score de 25 à 20.
En juin 2023, à la suite de sa saison pleine avec les Chiefs, il est sélectionné pour la première fois en équipe de Nouvelle-Zélande pour participer au Rugby Championship. S'il ne joue pas lors de la compétition, il est ensuite titularisé lors du match amical de préparation pour la Coupe du monde 2023 face à l'Australie, le 5 août 2023 à Dunedin. Il participe alors à la courte victoire de son équipe (23 à 20) en inscrivant un essai en seconde mi-temps.
Quelques jours après sa première cape, il manque de faire partie du groupe néo-zélandais pour disputer le Mondial en France, lui étant préféré principalement Shannon Frizell et Luke Jacobson,. Il reste néanmoins réserviste lors de la compétition, à l'instar de Brad Weber et George Bell.
Avec les Chiefs, il fait une nouvelle saison pleine lors de la saison 2024, où son équipe parvient à nouveau jusqu'en finale,. Les Chiefs s'inclinent face aux Blues lors de ce match, sur le score de 41 à 10.

## Statistiques

### En équipe nationale
Au 18 novembre 2024, Samipeni Finau compte 8 capes en équipe de Nouvelle-Zélande, depuis le 5 août 2023 contre l'Australie à Dunedin. Il inscrit deux essais (10 points). 
Avec les All Blacks, il dispute une édition du Rugby Championship, en 2024. Il dispute une rencontre dans cette compétition. 

## Palmarès
- Vainqueur du NPC en 2021 avec Waikato.
- Finaliste du Super Rugby en 2023, 2024 et 2025 avec les Chiefs.